# Скачане с бънджи
Скачането с бънджи (на английски: Bungee или Bungy jumping) е вид екстремен спорт, в който човек скача от някое високо място завързан с еластично въже. Единият край на въжето се завързва за тялото или глезените на човека, а другият за мястото, от където е скочил. След като човекът скочи и въжето се разпъне, скоростта на падане намалява, като се предава на ластичното въже. След това скочилият се люлее нагоре-надолу до окончателното спиране. Най-често скачания с бънджи се провеждат от високи мостове.

## История
Бънджи скоковете водят началото си от остров Пентекост в Тихия океан. Жителите на едно от племената и до днес строят до 25-метрови кули от бамбукови стъбла, откъдето младежите, завързани за краката с лиани, скачат, за да докажат своята зрялост и да заслужат правото да се наричат мъже. Като мярка за смелостта на младия човек се смята височината, от която скача, както и разстоянието, на което се намира от земята, когато увисне с главата надолу.
На 1 април 1977 година четирима членове на Клуба за Опасни спортове към Оксфордския университет осъществяват първия съвременен бънджи скок. Те скачат от висящия мост на Клифтън, висок 72 метра. Четиримата официално облечени (според правилата на клуба) любители на приключенията са незабавно арестувани. Идеята за бънджи скоковете сякаш замира, за да се възроди десетина години по-късно в Нова Зеландия.
За родина на съвременните бънджи скокове се приема Нова Зеландия, където в края на 80-те години започва практикуването на скокове с ластично въже. Бънджи скоковете дължат своята известност на новозеландеца А.Дж. Хакет, който извършва скок от Айфеловата кула в Париж. Скокът от Айфеловата кула е предаван по всички световни телевизионни канали.
След това паметно събитие бънджи скоковете започват да се развиват във Франция, разпространяват се из цяла Европа и добиват популярност по целия свят. През 1992 година започват да се провеждат първите бънджи скокове в България. На 10 април 1992 година Росен Касабов провежда два изпитателни скока от Аспаруховия мост във Варна.